# Christopher F. Baum
Christopher F. Baum ist ein US-amerikanischer Wirtschaftswissenschaftler, Hochschullehrer am Boston College und Forschungsprofessor am Deutschen Institut für Wirtschaftsforschung. Einer Vielzahl von Forschungsbeiträgen, insbesondere auf den Gebieten der Betriebswirtschaftslehre, der Corporate Finance und der Makroökonomie, verdankt Baum seine Stellung als einer der forschungsstärksten Wirtschaftswissenschaftler weltweit.

## Ausbildung
Baum erwarb 1972 einen B.A. in Volkswirtschaftslehre vom Kalamazoo College, 1973 einen M.A. in VWL von der Florida Atlantic University sowie 1977 einen Ph.D. in VWL von der University of Michigan, Ann Arbor.

## Beruflicher Werdegang
Nach seiner Promotion nahm Baum 1977 eine Stelle als Assistant Professor am Boston College an, wo er 1983 zum Associate Professor befördert wurde. Seit 2007 arbeitet er zudem als Forschungsprofessor am Deutschen Institut für Wirtschaftsforschung im Forschungsbereich Makroökonomie. Im Laufe seiner akademischen Karriere hat Baum für Bachelor- und Masterstudenten Vorlesungen über Ökonometrie, Finanzmärkten, makroökonomischer Politik, Geldtheorie und rechnerischer Volkswirtschaftslehre gehalten. Daneben ist er redaktionell für das Journal of Statistical Software, das Stata Journal, Computational Economics und das International Journal of Computational Economics and Econometrics tätig.
Weitere Tätigkeiten Baums beinhalteten einen Sitz im Beirat der Society for Computational Economics (2000–2002, 2004–2006), einen Posten als Generalsekretär und Schatzmeister der Society for Economic Dynamics and Control (1989–1992) sowie diverse Beratungsposten für internationale Unternehmen – z. B. Citicorp oder Société Générale – und Institutionen – z. B. den Internationalen Währungsfonds.

## Forschung
Christopher F. Baum gehört gemäß der wirtschaftswissenschaftlichen Publikationsdatenbank IDEAS zu den forschungsstärksten Ökonomen der Welt und belegt derzeit Rang 15 im Gesamtranking von IDEAS. Baums meistzitierte Forschungsarbeit ist ein 2003 gemeinsam mit Mark E. Schaffer und Steven Stillman geschriebener Artikel namens Instrumental variables and GMM: Estimation and testing. In diesem Artikel untersuchen Baum, Schaffer und Stillman Schätzmethoden für Instrumentvariablen im Zusammenhang mit der verallgemeinerten Momentenmethode und beschreiben eine erweiterte Schätzroutine für Instrumentvariablen, die sowohl Momentenschätzer als auch zusätzliche diagnostische Tests liefert. Einzelne Testprozesse für Heteroskedastizität, Überidentifizierung und Endogenität im Kontext von Instrumentvariablen werden ebenfalls beschrieben.

## Bibliographie

### Bücher
- Baum, Christopher F. (2009): An Introduction to Stata Programming, College Station, TX: Stata Press.
- Baum, Christopher F. (2006): An Introduction to Modern Econometrics Using Stata, College Station, TX: Stata Press.

### Artikel (Auswahl)
- Baum, Christopher F., Mark E. Schaffer, Steven Stillman (2003): Instrumental variables and GMM: Estimation and testing., in: Stata Journal, Vol. 3, Nr. 1, S. 1–31.

## Quelle
- Curriculum Vitae Christopher Baums auf der Website des Boston College (Englisch)

| Personendaten    | Personendaten                                                 |
| ---------------- | ------------------------------------------------------------- |
| NAME             | Baum, Christopher F.                                          |
| KURZBESCHREIBUNG | US-amerikanischer Wirtschaftswissenschaftler, Hochschullehrer |
| GEBURTSDATUM     | 20. Jahrhundert                                               |